# Szczelina Mnichowa
Szczelina Mnichowa – jaskinia w Dolinie Małej Łąki w Tatrach Zachodnich. Wejście do niej znajduje się w Żlebie Poszukiwaczy Jaskiń. w zachodnim zboczu Mnichowych Turni, powyżej Jaskini za Mnichem, na wysokości 1550 metrów n.p.m. Długość jaskini wynosi 8 metrów, a jej deniwelacja 5 metrów.

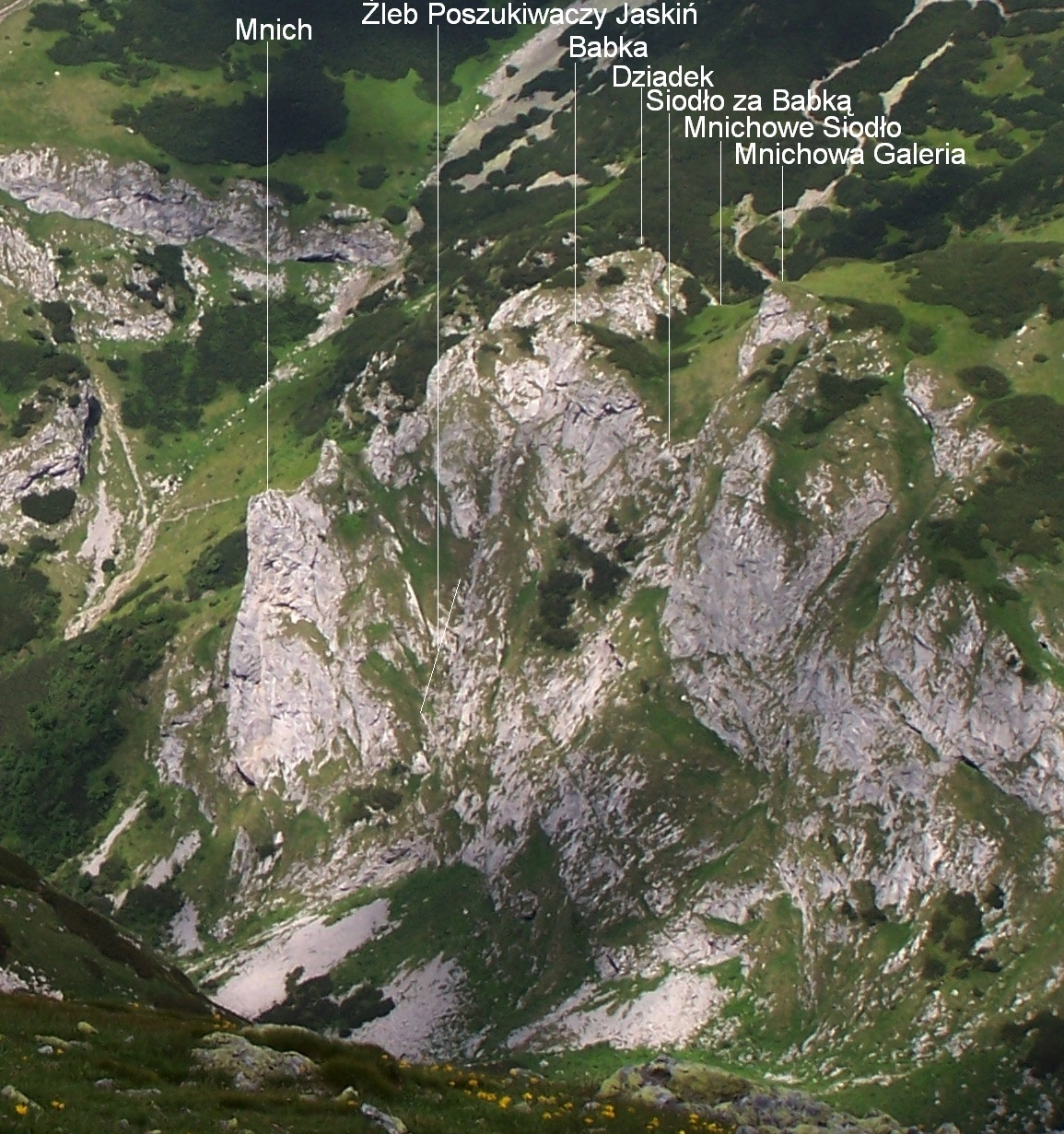
Mnichowe Turnie i Żleb Poszukiwaczy Jaskiń

## Opis jaskini
Jaskinię tworzy szczelinowy, idący do góry korytarz, który prawie na całej długości ma kontakt z powierzchnią poprzez niewielki prześwit powstały między okapem, a wystającą ostrogą skalną tworzącą jego północną ścianę. Na końcu korytarza znajduje się 2,6-metrowy próg.

## Przyroda
W jaskini brak jest nacieków. Bywają w niej kozice. Na ścianach rosną porosty, glony i mchy. 

## Historia odkryć
Jaskinia była znana od dawna. Jej pierwszy plan i opis sporządziła I. Luty przy pomocy A. Skarżyńskiego w 1980 roku.